# Bentley Batur
La Bentley Batur (o Mulliner Batur) è una autovettura costruita dalla casa automobilistica britannica Bentley a partire dal 2022.

## Nome e contesto

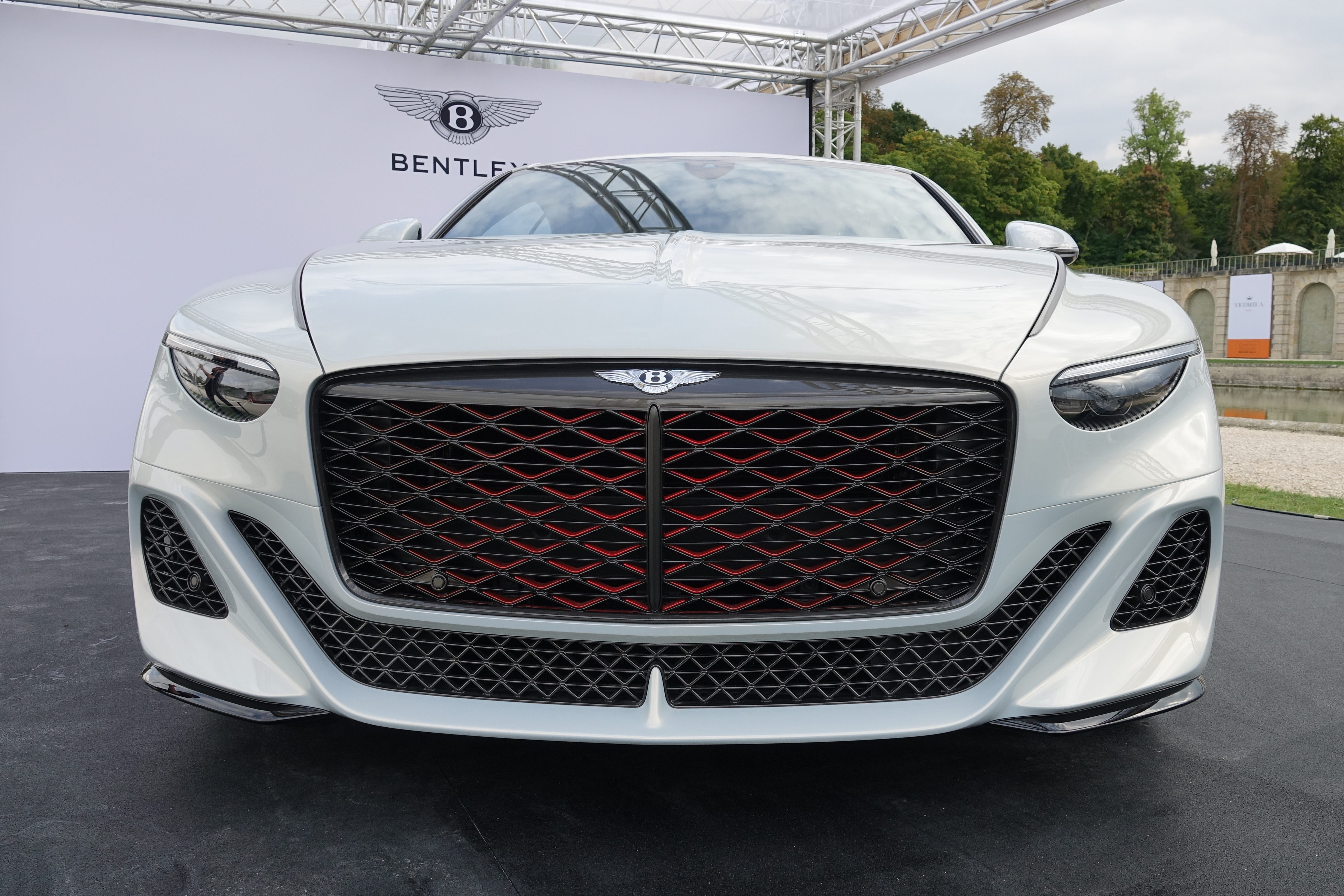
Dettaglio del frontale

Il nome dell'auto è stato ripreso dal lago di origine vulcanica chiamato Batur situato nei pressi di Kintamani sull'isola indonesiana di Bali.
Realizzata in serie limitata dalla Mulliner (il reparto di specializzato nelle personalizzazione del produttore ingles), la produzione è prevista in circa 18 esemplari. La Batur è il secondo modello di una serie speciale di vetture, dopo la decappottabile Mulliner Bacalar del 2020.

## Descrizione e tecnica
Presentata il 21 agosto 2022 al Concours d'Elegance di Peeble Beach e in seguito al Chantilly Art & Elegance Concours d'Élégance a settembre 2022, la Batur è una coupé a due posti di grandi dimensioni, che utilizza il motore W12 biturbo da 6.0 litri di origine Audi, che eroga una potenza di 740 CV e una coppia di 1.000 N·m, abbinato ad un cambio automatico a 8 velocità DSG; ciò la rende, al momento del lancio, la Bentley di serie più potente e veloce nella storia. Il propulsore è stato sottoposto ad un profondo aggiornamento, venendo dotato di un nuovo sistema di aspirazione, turbocompressori modificati e nuovi radiatori di raffreddamento. 
Il design esterno, che si discosta dalle Bentley coeve, è caratterizzato da numerose linee nette, passaruota massicci e una grande presa d'aria sulla griglia anteriore, con i fari sottili a forma goccia. La parte posteriore, arrotondata e affusolata, presenta linee tondeggianti con fari a sviluppo orizzontale, un diffusore nella parte bassa del paraurti e uno spoiler retrattile.